# Astéroïdes troyens de Jupiter

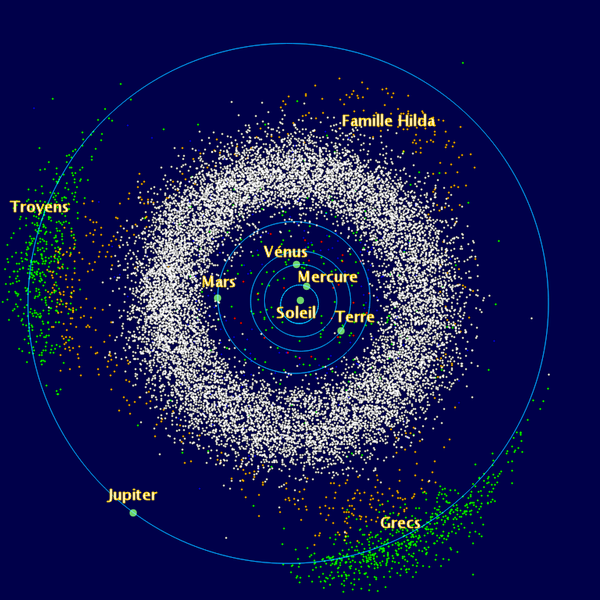
Schéma du Système solaire jusqu'à l'orbite de Jupiter, mettant en évidence les astéroïdes troyens (en vert), en avance ou en retard de la planète sur son orbite. Sont également indiqués les membres de la ceinture d'astéroïdes (en blanc) et ceux du groupe de Hilda (en brun).

Les astéroïdes troyens de Jupiter, ou simplement astéroïdes troyens quand il n'y a pas d'ambiguïté, sont des astéroïdes qui partagent l'orbite de la planète Jupiter autour du Soleil, aux alentours des points de Lagrange L4 et L5 du système Soleil-Jupiter, c'est-à-dire 60° en avance ou en retard sur Jupiter.
Les troyens de Jupiter forment un groupe d'astéroïdes (divisé en deux sous-groupes dits « camp grec » et « camp troyen » autour de respectivement L4 et L5) clairement identifiable, les deux groupes voisins, le groupe de Hilda et le groupe des centaures, étant sensiblement moins densément peuplés.
Les astéroïdes troyens portent ce nom du fait d'une convention qui les nomme d'après les personnages de la guerre de Troie, dans le prolongement du premier découvert en 1906, (588) Achille.
Par extension, le terme « troyen » est utilisé pour désigner tout autre petit objet qui partage une relation similaire avec deux autres corps plus gros, comme les troyens de la Terre, de Mars, d'Uranus ou de Neptune, ou encore les satellites troyens de Saturne.

## Histoire
Le mathématicien Joseph-Louis Lagrange, dans son Essai sur le problème des trois corps publié en 1772, montre l'existence de quelques situations stables dans le cas d'un corps de faible masse relativement à celles des deux autres. Ces situations définissent les 5 points de Lagrange correspondant chacun à une zone de stabilité pour le petit corps. Cette question du problème à trois corps passionne les mathématiciens et les sociétés savantes tout au long du 19e siècle.
En février 1906, l'astronome allemand Max Wolf découvre un astéroïde sur une orbite proche de celle de Jupiter. Il décide de le nommer (588) Achille, d'après Achille, un des héros de L’Iliade. Sa position est rapidement comprise comme assimilable au point de Lagrange L4 du système Soleil-Jupiter, tel que défini par le mathématicien quelque 130 ans plus tôt. Les astronomes portent donc naturellement leurs regards vers le point L5 où un astéroïde est rapidement découvert en octobre de la même année. Il est décidé de le nommer (617) Patrocle, en référence à Patrocle, autre héros de L'Iliade. Le principe de nommer cette nouvelle famille d'astéroïdes en référence aux personnages de la guerre de Troie se stabilise dès cette époque. De nouveaux « troyens » sont progressivement découverts les années suivantes : (624) Hector (1907, en L4), (659) Nestor (1908, en L4), (884) Priam (1917, en L5), (911) Agamemnon (1919, en L4), etc. Une douzaine sont connus en 1950.
On pense actuellement qu'Edward Barnard effectua la première observation d'un astéroïde troyen en 1904, mais l'importance de cette observation passa inaperçue. On supposa qu'il s'agissait de Phœbé, le satellite de Saturne alors récemment découvert et situé à deux minutes d'arc, ou même d'une étoile. L'identité du point de lumière observé par Barnard n'a été comprise qu'avec le calcul de l'orbite du troyen (12126) 1999 RM11 (re)découvert en 1999.

## Nombre
Au 23 mai 2019, le Centre des planètes mineures recensait 7 079 troyens de Jupiter, dont 4 603 au niveau du point de Lagrange L4 (le camp grec) et 2 476 au niveau du point de Lagrange L5 (le camp troyen). Parmi ceux-ci, 4 915 possédaient une désignation définitive.
Selon la base de données du JPL consultée le 20 juillet 2019, les troyens de Jupiter représentent environ 0,9 % des planètes mineures référencées et environ 15 % des planètes mineures référencées hors ceinture principale (entendue au sens large).
Quelques chiffres montrant l'évolution des découvertes : 170 troyens numérotés en octobre 1999, 877 en juillet 2004, 1234 au 12 mars 2008 (2327 répertoriés au total), 4865 au 30 mai 2018 (7031 répertoriés au total).

## Nomenclature
Le premier astéroïde troyen découvert par Max Wolf en 1906 fut nommé Achille, d'après le héros — d'ailleurs grec et non pas troyen — de l’Iliade, le poème épique d'Homère relatant la guerre de Troie. À la suite de Wolf, les astéroïdes découverts aux alentours des points de Lagrange de Jupiter se virent attribuer des noms associés à l’Iliade et le groupe dans son ensemble fut intitulé « troyens ».
Les astéroïdes situés au point L4 portent le nom d'un héros ou d'un concept grec et sont appelés « camp grec » ou « groupe d'Achille » ((588) Achille, (659) Nestor, (911) Agamemnon, (1143) Odyssée, etc.). Ceux situés au point L5 portent des noms de héros troyens et sont collectivement nommés « camp troyen » ((884) Priam, (1172) Énée, (1173) Anchise, etc.). Cependant, chacun des groupes possède un transfuge : (624) Hector, nommé d'après le héros troyen Hector, est situé autour du point L4 et inversement (617) Patrocle, bien que portant le nom du héros grec Patrocle, est situé au point L5. Son satellite Ménœtios, tiré du héros grec Ménœtios, fils d'Actor et père de Patrocle, est aussi du côté troyen. Pour compliquer la chose, le camp troyen est parfois nommé « groupe de Patrocle », cet astéroïde étant l'un des plus grands de cet ensemble.
En plus des deux exceptions (trois avec Ménœtios) à la règle de dénomination, une vingtaine d'astéroïdes de la ceinture principale furent nommés d'après les héros ou héroïnes (pour la plupart d'ailleurs) de la guerre de Troie, voire de l'Odyssée. Découverts pour la grande majorité avant 1906 ils ne sont pas pour autant des astéroïdes troyens. On peut citer parmi ces « faux troyens » (17) Thétis, (38) Léda, (101) Hélène, (108) Hécube, (112) Iphigénie, (114) Cassandre, (121) Hermione, (130) Électre, (175) Andromaque, (179) Clytemnestre, (201) Pénélope, (202) Chryséis, (271) Penthésilée, (398) Admète, (507) Laodicé, (548) Cressida, (595) Polyxène, (603) Timandre, (604) Tecmesse, (637) Chrysothémis, (651) Anticlée, (655) Briséis, (692) Hippodamie et aussi (1036) Ganymède...
Les nouvelles règles du groupe de travail sur la nomenclature des petits corps, publiées le 20 décembre 2021, stipulent que les noms associés à la guerre de Troie s'appliquent aux troyens dont la magnitude absolue (Hv) est inférieure à 12, les troyens moins brillants (Hv > 12) recevant les noms d’athlètes olympiques ou paralympiques.

## Propriétés orbitales
Au sein de la liste de 7 079 troyens de Jupiter diffusée par le Centre des planètes mineures le 23 mai 2019, on peut relever les propriétés suivantes :
- les demi-grands axes varient entre 4,95 et 5,43 ua ; 89 % se situent dans la zone 5,1-5,3 ua ; cette forte concentration autour de 5,2 ua est à rapprocher du demi-grand axe de Jupiter égal 5,203 ua ;
- les inclinaisons varient entre 0 et 57,2° (record détenu par 2008 JD21) ; 79 % possèdent une inclinaison modérée inférieure à 20° et seulement 4 % possèdent une inclinaison supérieure à 30° ;
- les excentricités varient de 0 à 0,3 ; 94 % possèdent une excentricité faible inférieure à 0,15 ; la valeur limite de 0,3 découle en fait d'une convention ; environ 70 objets gravitent dans la même zone de demi-grand axe que les troyens de Jupiter avec des excentricités supérieures à 0,3 (entre 0,30 et 0,32 pour la plupart) ;
- les périodes orbitales varient entre 10,54 et 12,54 ans, valeurs à comparer avec la période de Jupiter égale à 11,86 ans.

Observé dans un système de coordonnées où Jupiter est fixe, un astéroïde troyen semble orbiter autour de l'un des points de Lagrange L4 ou L5. Plus précisément, il semble tourner autour du point de Lagrange sur une orbite en forme de haricot (parfois dite en forme de têtard pour les plus allongées, tadpole en anglais).
À chaque instant, l'ensemble des troyens forment deux nuages allongés, centrés sur les deux points de Lagrange, incurvés le long de l'orbite de Jupiter.

## Caractéristiques physiques
Le plus grand troyen de Jupiter est (624) Hector. Il s'agit d'un objet allongé de 370 km de long sur 195 km de large pour un diamètre moyen d'environ 225 km. La base de données du JPL consultée le 20 juillet 2019 recense 17 troyens avec un diamètre moyen supérieur à 100 km et montre qu'environ deux tiers des troyens ont une magnitude inférieure à 14, ce qui correspond à un diamètre proche de 10 km ou supérieur.
À ce jour (mi 2019), cinq troyens de Jupiter ont été identifiés comme faisant partie d'un système astéroïdal. (624) Hector possède une petite lune Scamandrios. Les quatre autres peuvent être vus comme des exemples de corps binaires dans le sens où le corps principal et sa lune sont de tailles comparables. Il s'agit de (617) Patrocle (avec Ménœtios), (16974) Iphthimé, (17365) Thymbrée et (29314) Eurydamas.
Une majorité des troyens dont on a pu caractériser la classe spectrale sont de type D. Cela suggère, en accord avec le modèle de Nice, que les troyens joviens (de même que d'autres astéroïdes de la périphérie externe de la ceinture principale tels que ceux du groupe de Hilda) pourraient être des restes érodés des planétésimaux présents aux premiers âges du Système solaire, déplacés dans cette zone lors des migrations des planètes géantes.
Une étude menée par l'équipe de Franck Marchis et publiée en 2006 montre que la masse volumique de l'astéroïde binaire (617) Patrocle est inférieure à celle de la glace d'eau, suggérant que cette paire (et peut-être une majorité de troyens) pourrait plus ressembler aux comètes ou aux objets de la ceinture de Kuiper qu'aux astéroïdes de la ceinture principale. Ce résultat a depuis été conforté par des études comparables sur d'autres troyens binaires. Il est cohérent avec le scénario décrit ci-dessus sur l'origine des troyens de Jupiter.

## Familles
La caractérisation des familles collisionnelles au sein des troyens de Jupiter s'est avérée plus difficile qu'au sein de la ceinture principale. Ces difficultés découlent en partie des limites statistiques liées à la faible taille de l'échantillon (les troyens de Jupiter ont longtemps constitué le deuxième groupe d'astéroïdes en nombre d'éléments, après la ceinture principale, mais seuls environ 200 troyens étaient numérotés en 2000), mais aussi du confinement des troyens autour des points de Lagrange (la limitation de l'espace des phases conduisant avec le temps à une superposition des familles).
Des études publiées à la fin des années 1980 puis au cours des années 1990 ou 2000 ont proposé d'abord des paires d'astéroïdes ou des petits cluster, puis des familles plus importantes. Mais une étude publiée en 2011 a par la suite montré que, parmi toutes celles jusqu'alors envisagées, seule la famille d'Eurybate s'avérait statistiquement robuste. On peut donc aujourd'hui considérer la famille d'Eurybate comme la première à avoir été clairement identifiée au sein des troyens de Jupiter. Depuis, de nouvelles familles ont été proposées, en particulier des familles impliquant principalement des troyens de petite taille découverts après 2000.
Deux études de synthèse publiées en 2015 et 2016, basées respectivement sur des échantillons de 4016 et 5852 troyens, recensent six familles, dont quatre en L4 et deux en L5. On peut en particulier citer les familles d'Eurybate (en L4, environ 310 membres), d'Ennomos (en L5, environ 100 membres) et d'Hector (en L4, environ 90 membres).
La famille d'Hector semble regrouper des astéroïdes de type D, ce qui en ferait la première famille collisionnelle de ce type identifiée au sein du Système solaire.

## Exploration
En 2025, aucune sonde spatiale n'a encore visité un astéroïde troyen de Jupiter.
En 2017, dans le cadre de son programme Discovery, la NASA retient la mission Lucy dont l'objectif est spécifiquement l'étude des troyens de Jupiter. Le lancement de la sonde a eu lieu le 16 octobre 2021 à 9 h 34 UTC depuis Cap Canaveral. Elle survole deux astéroïdes de la ceinture principale : (152830) Dinkinesh en novembre 2023, puis (52246) Donaldjohanson en avril 2025. Le survol successif de cinq troyens est prévu entre 2027 et 2033, :
- en août 2027, (3548) Eurybate, astéroïde de type C situé en L4 ;
- en septembre 2027, (15094) Polymèle, astéroïde de type P situé en L4 ;
- en avril 2028, (11351) Leucos, astéroïde de type D situé en L4 ;
- en novembre 2028, (21900) Oros, astéroïde de type D situé en L4 ;
- en mars 2033, (617) Patrocle et sa lune Ménétios, un système binaire de type P situé en L5.

Le responsable scientifique de la mission, Harold F. Levison, est un des quatre chercheurs à l'origine du modèle de Nice. Ce scénario décrivant la formation du Système solaire prévoit entre autres que les troyens de Jupiter seraient des « fossiles » des planétésimaux primitifs à l'origine des planètes. La mission vise notamment à conforter et enrichir ce modèle. Son nom fait d'ailleurs écho à cette idée de « recherche des origines », en référence à Lucy, célèbre fossile d'australopithèque dont la découverte en 1974 a révolutionné notre connaissance des origines humaines.